# Národní třída (stanice metra)
Národní třída (zkratka NA) je stanice metra v Praze se vstupem pod komplexem Quadrio, nacházející se na lince B, na jejím historicky nejstarším úseku I.B, pod kostelem Nejsvětější trojice u Spálené ulice. Její projektový název byl Purkyňova, ale později byl změněn podle jména nedaleké významné ulice. Stanice byla zprovozněna 2. listopadu 1985.

## Konstrukce a charakteristika stanice

Mezipatro stanice

Národní třída je ražená, pilířová, trojlodní stanice se zkrácenou střední lodí směrem na jih (délka 65 m), a prodlouženou směrem na sever jako přestupová chodba (délka 69 m). Přístupová chodba k jednotlivým kolejím ústí u konce / počátku tunelu. Ve stanici byl později dobudován bezbariérový přístup prostřednictvím dvou výtahů a přestupní chodby, které ústí na druhém konci nástupiště a na povrchu ústu u tramvajové zastávky Lazarská. Tříramenný eskalátor vede do podzemního vestibu, který přímo navazuje na OC Quadrio. Dále pak další trojice eskalátorů ústí na nároží Spálené a Purkyňovy.
Stanice je založena 39 m hluboko a je dlouhá 111,5 metrů. Na nástupišti je 15 párů prostupů mezi loděmi, s ostěním montovaným z železobetonových tybinků. Konstrukce stanice umožňuje časem prodloužit střední loď jižním směrem tak, aby byl vybudován druhý eskalátorový tunel s výstupem u ulic Lazarská nebo Vodičkova.

## Historický vývoj

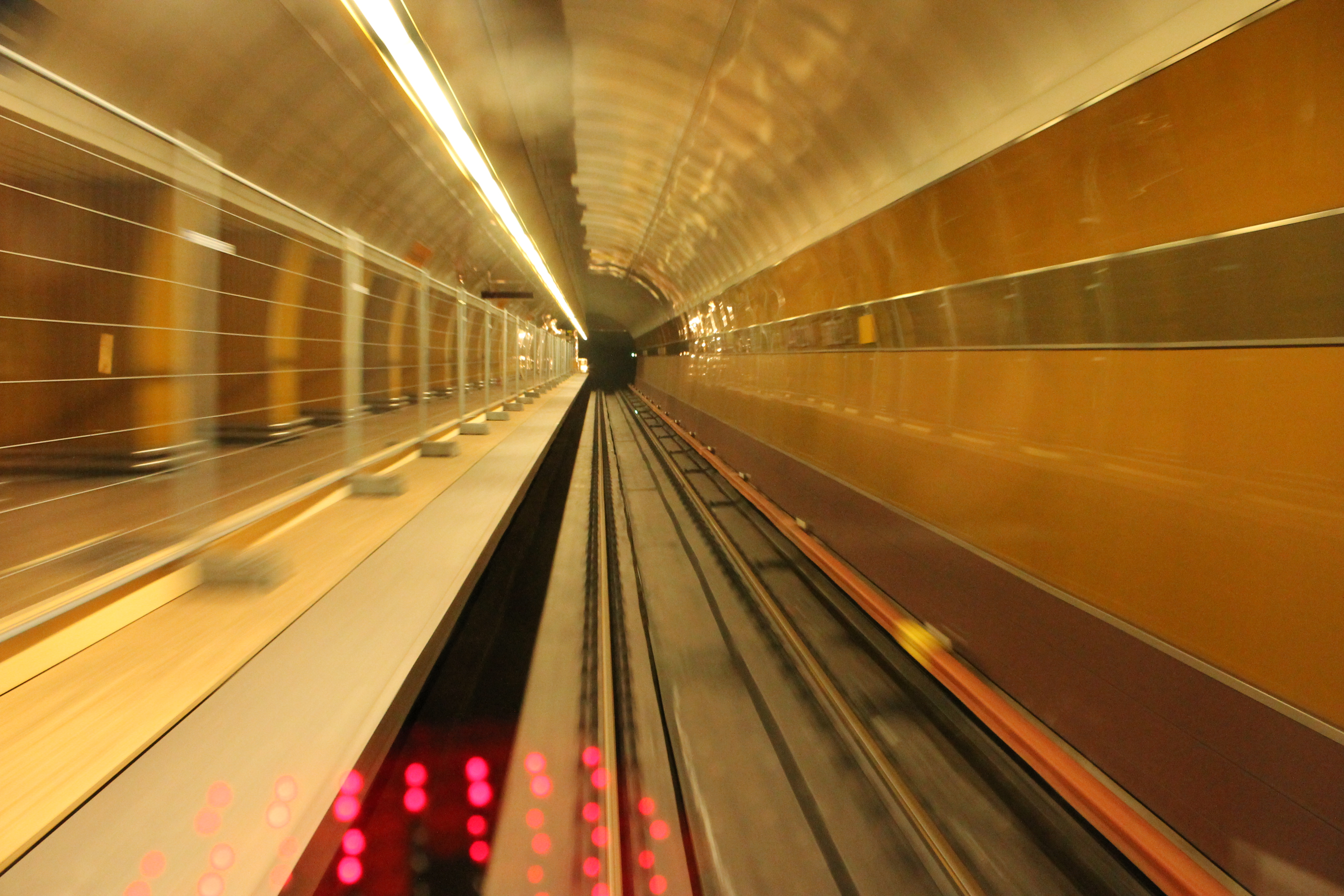
Pohled na nástupiště z kabiny metra během rekonstrukce – nástupiště je uzavřeno, soupravy stanicí projíždějí

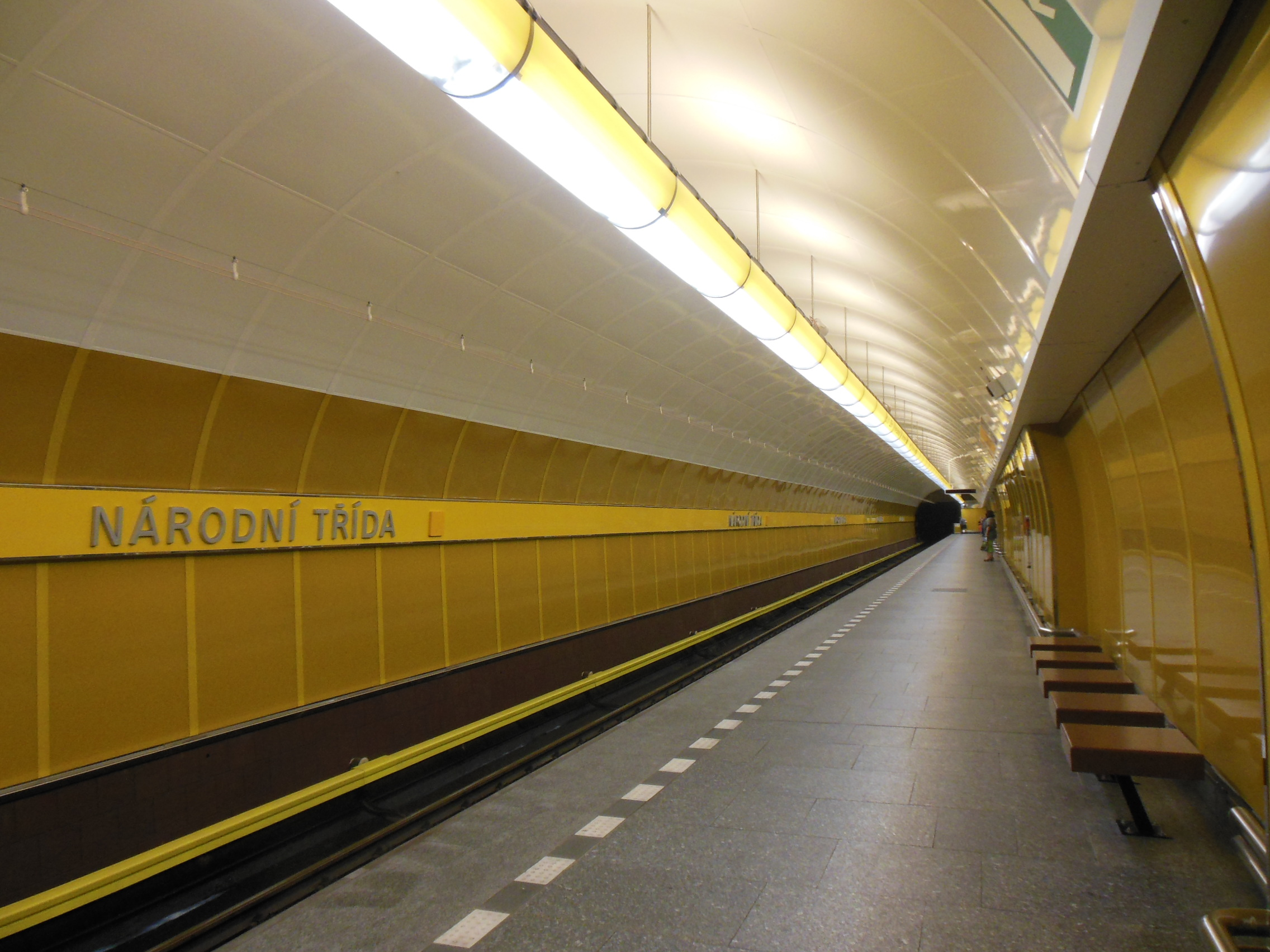
Nástupiště po rekonstrukci

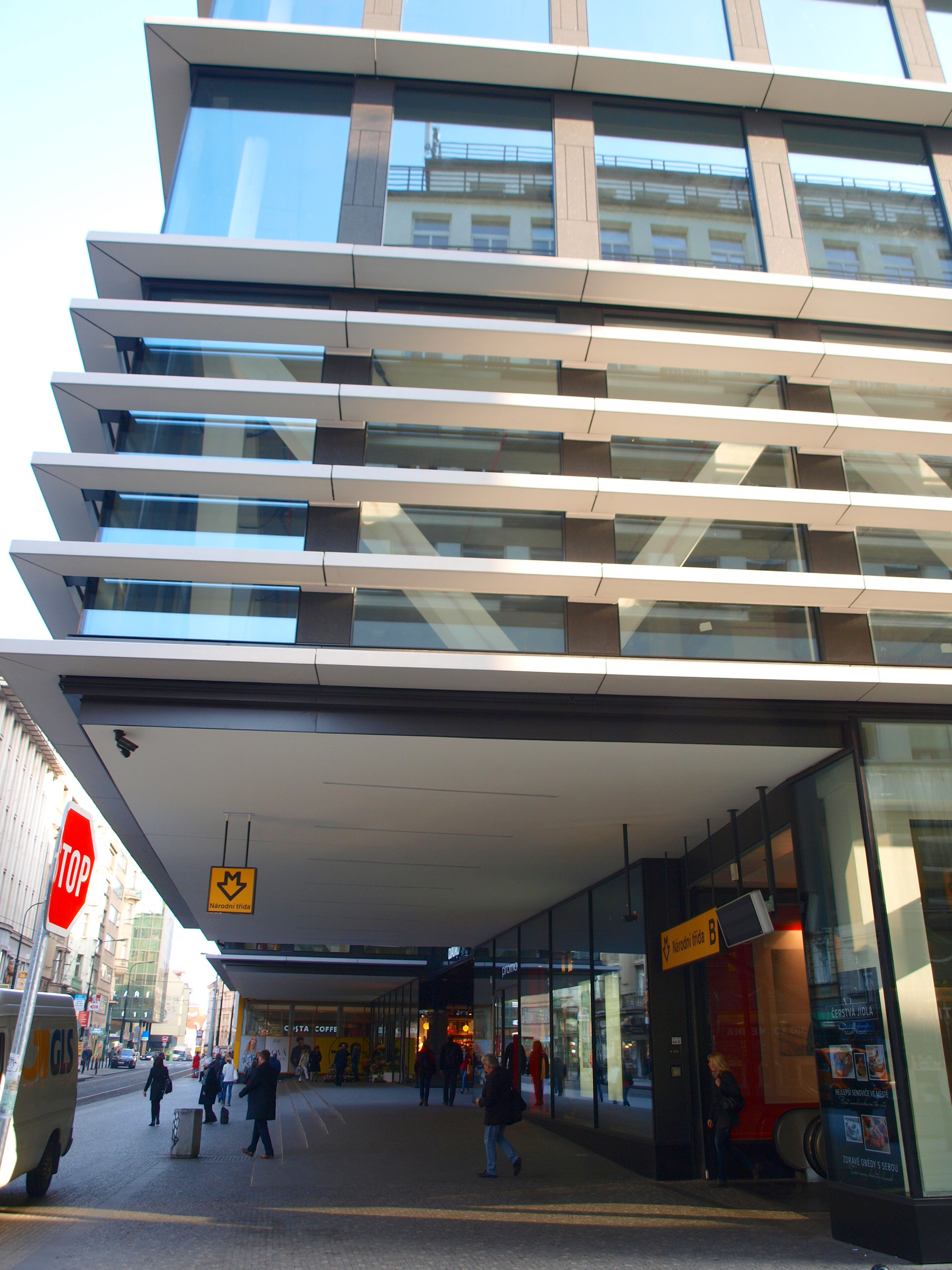
Komplex Quadrio, vstup do stanice metra

Vybudovat stanici metra v této části Prahy bylo zamýšleno již v prvních návrzích ještě z časů první republiky, ačkoliv mnohdy se spíše uvažovalo o prostoru kolem Národního divadla. Definitivně sem byla zanesena podle plánů v roce 1970, na jejichž základě se začalo stavět o sedm let později.
Na výstavbu v letech 1977–1985 bylo vynaloženo 344 milionů Kčs. Původně měla mít Národní třída dva výstupy, avšak i následné budování jen jediného si vyžádalo demolici mnohých historických domů. Kromě vestibulu stanice vzniklo ale i náměstíčko s moderní prosklenou fontánou, jejímž autorem je Pavel Trnka a Zbyněk Kabelík.
V roce 2002 došlo k vyplavení celé stanice vodou v důsledku rozsáhlé povodně a do provozu tak byla znovu uvedena až těsně před rokem 2003.
Od 10. července 2012 do 27. června 2014 byla stanice uzavřena (původně se počítalo s uzavřením stanice už na podzim roku 2011 na 10 měsíců). Původní vestibul, včetně technických prostor stanice na povrchu a v prvním podzemním podlaží, byl zbořen a eskalátorový tunel byl zkrácen. Výstup z metra nyní ústí do druhého podzemního podlaží multifunkčního komplexu Quadrio, který má čtyři podzemní a osm nadzemních podlaží, nebo přímo do Spálené ulice. V podzemní části sousedí s vestibulem podzemní parkoviště pro 250 automobilů. Výstavba vestibulu, oprava eskalátorů a stanice i vybudování bezbariérového výtahu stála město 671 milionů korun. Na výstup z výtahu do Lazarské ulice navazuje opravená tramvajová trať a zastávka.